# 傑西·羅布雷多
傑西·羅布雷多（Jesse Manalastas Robredo，1958年5月27日—2012年8月18日），中文姓名林炳智，第二代菲律賓華人，由2010年起擔任菲律賓阿基諾三世政府內政部長。2012年8月18日下午，羅布雷多乘坐飛機由宿霧市前往其家鄉那加市，途中飛機失事殉職，遺體於21日尋獲。
林炳智的妻子萊妮·羅布雷多於丈夫殉職後進入政壇，2013年當選眾議員，後又在2016年菲律賓總統選舉中當選副總統。